# K Records
K Records är ett amerikanskt independent-skivbolag från Olympia i Washington.
Bolaget startades sommaren 1982 av Calvin Johnson, och började som ett kassettbolag som gav ut lokala band som The Supreme Cool Beings och Johnsons eget band Beat Happening. 1984 gavs bolagets första skiva ut, Beat Happening-singeln "Our Secret"/"What's Important". Man har sedan dess gett ut skivor med ett otal artister.
Bolaget var ytterst inflytelserikt; bland annat hade Kurt Cobain, som växte upp i en småstad utanför Olympia, K:s logotyp intatuerad på armen. Det har även gjorts en dokumentärfilm om K Records, The Shield Around the K (2000).

## Artister
Ett urval av band och artister som har gett ut skivor på K:
- Adrian Orange
- All Girl Summer Fun Band
- Beat Happening
- Beck
- Bikini Kill
- Bis
- The Blackouts
- Karl Blau
- The Blow
- Built to Spill
- Cadallaca
- Chicks on Speed
- COCO
- The Crabs
- D+
- Sarah Dougher
- Dennis Driscoll
- Dub Narcotic Sound System
- Electrosexual
- Fifth Column
- Steve Fisk
- Gaze
- Gene Defcon
- Girl Trouble
- The Halo Benders
- Heavenly
- Jason Anderson aka "Wolf Colonel"
- Jeremy Jay
- Calvin Johnson
- Karp
- Kimya Dawson
- Lake
- Landing
- Lois
- Love as Laughter
- Lync
- Maher Shalal Hash Baz
- Mahjongg
- The Make-up
- Marine Research
- Mecca Normal
- Melvins
- The Microphones / Mount Eerie
- Mirah
- Miranda July
- Modest Mouse
- Old Time Relijun
- Anna Oxygen
- Pansy Division
- The Pine Hill Haints
- The Rondelles
- Saturday Looks Good To Me
- Shonen Knife
- Snuff
- The Softies
- Talulah Gosh
- Some Velvet Sidewalk
- Tender Trap
- Thee Headcoats
- Tiger Trap
- Wallpaper
- Yume Bitsu